# Церковь Михаила Архангела (Ошмяны)
Церковь Михаила Архангела (бел. Касцёл Міхала Арханёла) — католический храм в городе Ошмяны, Гродненская область, Белоруссия. Относится к Ошмянскому деканату Гродненского диоцеза. Памятник архитектуры, построен в 1900—1910 годах в стиле необарокко.

## История
В 1846 году администратором Ошмянского прихода был Ошмянский декан, кандидат философии Амврозий Пармановский.
В 1886 году настоятелем Ошмянского прихода был ксендз Казимир Сайковский, кавалер ордена Святого Станислава 3-й ст., имеющий золотой наперстный крест и знак Красного Креста.Новое здание костела было построено в 1900—1910 годах по проекту архитектора Вацлава Михневича на месте более старого храма.
В 1907 году Ошмянским деканом и настоятелем Ошмянского костела был ксендз Юлиан Эйдзятович, викарным ксендзом - Эдмунд Петкевич.
В 1948 году закрыт, в здании разместилась фабрика. В 1989 году возвращён католической церкви, проведена реставрация.

## Архитектура

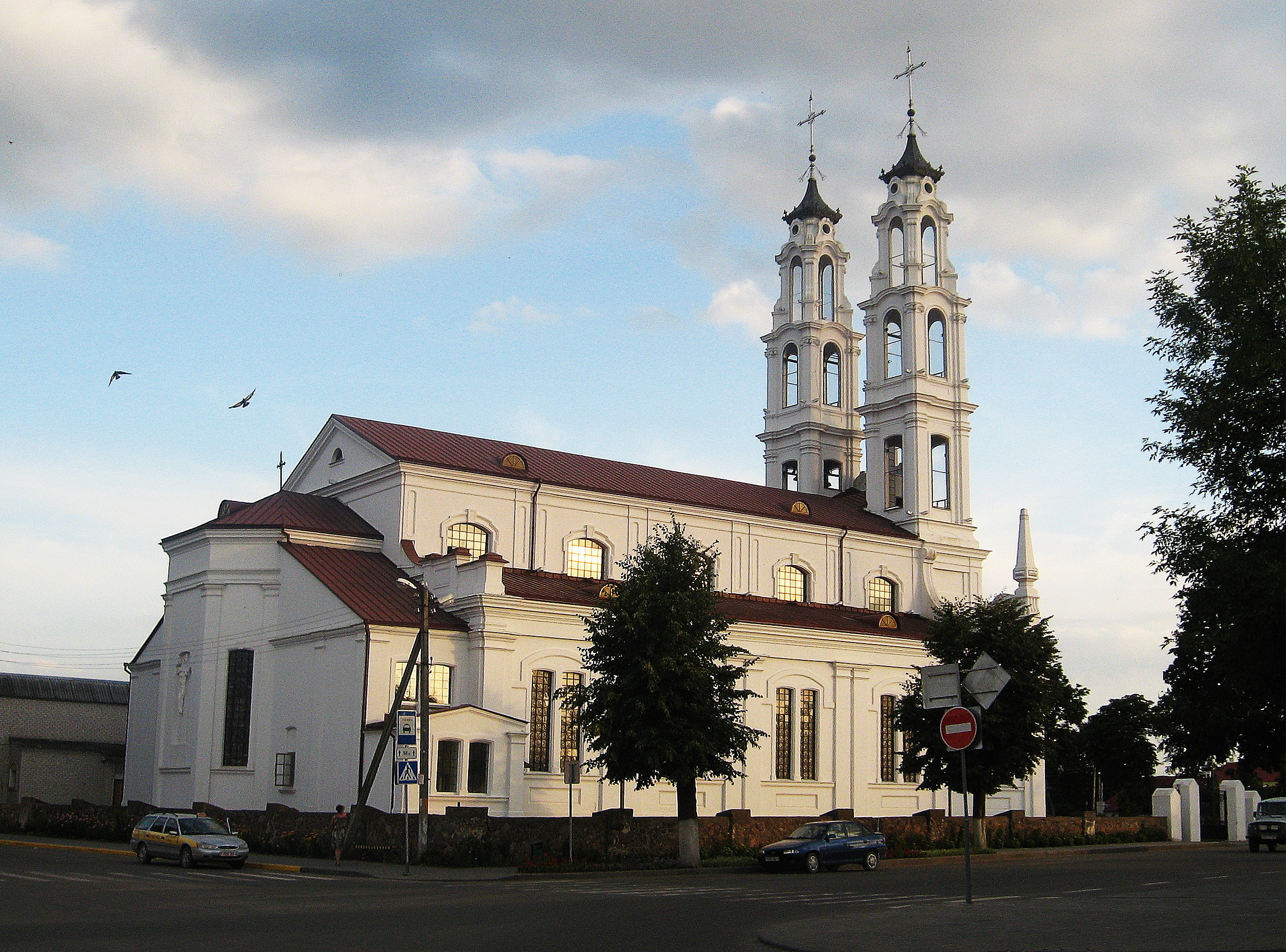

Храм Михаила Архангела — памятник архитектуры необарокко. Представляет собой трёхнефную двухбашенную базилику с пятигранной апсидой и боковыми ризницами. Имеет ярусную объёмно-пространственную композицию. Главный неф накрыт двускатной крышей, более низкие боковые нефы — односкатными. Внутри нефы перекрыты цилиндрическими сводами. По бокам главного фасада находятся высокие пятиярусные шатровые башни. Главный вход оформлен треугольным портиком с надписью «Te Deum Laudamus» (Тебя, Бога, хвалим).